# La vedova americana
La vedova americana (Used People) è un film del 1992 diretto da Beeban Kidron.

## Trama
New York, 1969. L'ebrea Pearl Berman, madre di due figlie divorziate e antagonistiche, dopo 37 anni di matrimonio è rimasta vedova. Ha dedicato tutta la sua vita al marito e alle figlie ed ora crede che la sua missione nella vita sia quella di continuare a dare consigli alle figlie ormai sposate. Al funerale di suo marito, Pearl conosce l'italo-americano Joe Meledandri, amico del marito e segretamente innamorato da 23 anni di lei, adesso vedovo; tra i due in breve nascerà del tenero e convoleranno a nozze. 